# Theodor Tauchel
Theodor Tauchel (* 22. Januar 1908 in Soginten (Ostpreußen); † 12. Januar 1997 in Frankfurt am Main) war ein deutscher Schriftsteller und Publizist. Als Autor verwendete er auch das Pseudonym Theo Tau. Er war Gründungsherausgeber der Fachzeitschrift Der Literat.  

## Leben
Tauchel studierte Rechts- und Staatswissenschaften sowie Publizistik und Theaterwissenschaft an den Universitäten in Marburg, München und Berlin. 1931/1932 veröffentlichte er zwei Bücher mit Erzählungen unter den Titeln Masuren und Die Rominter Heide. Zudem schrieb er auch in den Genres Roman, Essay, Hörspiel und Fernsehspiel. In der Zeit des Nationalsozialismus wurde er mit einem Berufsverbot belegt. In den 1950er Jahren trat er als Verfasser von Reiseliteratur in Erscheinung.
Tauchel war Gründungsmitglied und langjähriges Verwaltungsratsmitglied der Verwertungsgesellschaft Wort. Er amtierte als Vorsitzender des Landesverbandes Hessen im Schutzverband deutscher Schriftsteller sowie als Vorstandsmitglied der Bundesvereinigung deutscher Schriftstellerverbände. 1958 gründete er die Zeitschrift Der Literat und entwickelte sie von einem Verbandsblatt des hessischen Landesverbandes des Schutzverbands Deutscher Schriftsteller zu einer überregional bekannten Literaturzeitschrift. 1988 verkaufte er sie an die Mitarbeiterin Inka Bohl, blieb aber bis Ende 1989 Herausgeber. 1982 wurde er mit dem Bundesverdienstkreuz ausgezeichnet.
Theodor Tauchel war mit Marlis Tauchel, geb. Gefe († 1972), verheiratet und wohnte in Frankfurt am Main. Dort starb er zehn Tage vor seinem 89. Geburtstag.

## Publikationen
- Masuren. Erzählungen. 1931.
- Die Rominter Heide. Erzählungen. 1932.
- Südtirol. Reiseweg und Aufenthalt. Goldstadtverlag Schäfer, Pforzheim 1957. 2. Auflage 1961.
- Italienische Riviera. Goldstadtverlag Schäfer, Pforzheim 1957
- Die Tschechoslowakei. Goldstadtverlag Schäfer, Pforzheim 1958.
- Korsika, Sardinien, Elba. Goldstadtverlag Schäfer, Pforzheim 1958.
- Oberitalienische Seen. Gardasee, Comer See, Lago Maggiore, Iseo See, Luganer See. Goldstadtverlag Schäfer, Pforzheim  1958
- Bulgarien. Ferien an der Schwarzmeerküste. Goldstadtverlag Schäfer, Pforzheim 1959.
- Italienische Adria und Venedig. Goldstadtverlag Schäfer, Pforzheim 1959.